# Ordine di Leopoldo II
L'Ordine di Leopoldo II è un ordine cavalleresco militare del Belgio e deve il suo nome a Re Leopoldo II che ne fu il fondatore nel 1900. Egli lo costituì come regnante del Congo e dal 1908 passò al Belgio come ordine statale. L'ordine ricompensa atti di coraggio in combattimento e per meriti di servizio nei confronti della nazione belga. Può essere concesso a cittadini del Belgio ed a stranieri.

## Classi
L'Ordine si divide in 7 classi di merito:
- Gran Croce, portata con medaglia su una fascia dalla spalla destra al fianco sinistro, oltre alla stella sul lato sinistro del petto;
- Grand'Ufficiale, indossa semplicemente la stella sul lato sinistro del petto;
- Commendatore, indossa la medaglia portata al collo tramite un nastro;
- Ufficiale, indossa la medaglia con rosetta sulla parte sinistra del petto;
- Cavaliere, indossa la medaglia sulla parte sinistra del petto;
- Medaglia d'Oro, indossa la medaglia sulla parte sinistra del petto;
- Medaglia d'Argento, indossa la medaglia sulla parte sinistra del petto;
- Medaglia di Bronzo, indossa la medaglia sulla parte sinistra del petto.

### Concessione ai militari
L'Ordine viene concesso di base al personale militare con i seguenti gradi di benemerenza:
- Grand'Ufficiale: concesso dopo 38 anni di servizio meritevole a un alto ufficiale col grado minimo di luogotenente-generale;
- Commendatore: concesso dopo 32 anni di servizio meritevole a un ufficiale col grado minimo di colonnello;
- Ufficiale: concesso dopo 25 anni di servizio meritevole a un ufficiale col grado minimo di capitano;
- Cavaliere: concesso dopo 15 anni di servizio meritevole a un ufficiale di qualsiasi grado e dopo 35 anni di servizio meritevole ad un sottufficiale;
- Palme d'oro: concesso dopo 25 anni di servizio meritevole a un sottufficiale o ad un caporale;
- Palme d'argento: concesso dopo 30 anni di servizio meritevole alla truppa.

| Nastri    |                    |                    |                 |            |
|           | Medaglia di Bronzo | Medaglia d'Argento | Medaglia d'Oro  |            |
| Cavaliere | Ufficiale          | Commendatore       | Grand'Ufficiale | Gran Croce |

## Insegne

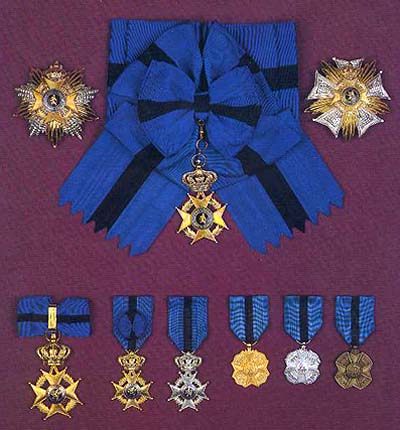
Insegne dell'Ordine

- La medaglia dell'Ordine è una croce di Malta in argento o in oro a seconda della classe di appartenenza con una corona d'alloro circondante le braccia della croce stessa. Il disco centrale mostra un leone coronato d'oro su uno sfondo nero, circondato da un anello smaltato di blu con la scritta L'union fait la force. La croce è sormontata da una corona reale dello stesso metallo. Sino all'inclusione dell'Ordine di Leopoldo II negli ordini nazionali del Belgio, il disco centrale era smaltato di blu con lo stemma dello Stato Libero del Congo ed il motto dell'Ordine era Travail et Progrès.
- Il nastro dell'Ordine è blu con una striscia centrale nera. Ad ogni modo, se l'ordine è concesso in circostanze particolari, il nastro di ufficiale e cavaliere può subire le seguenti variazioni:
- Spade incrociate: in tempo di guerra
- Due strisce verticali dorate: per particolari atti di valore;
- Una striscia verticale dorata: per particolari atti meritevoli;
- Una stella d'oro: particolare menzione ufficiale nei dispacci a livello nazionale;
- Palma d'oro o d'argento: in tempo di guerra per tutto il personale militare a seconda del rango e del merito.

Il nastro dell'ordine è blu con una striscia nera al centro.
In tempo di guerra, l'ordine viene concesso con la variante di due spade incrociate alla sommità.

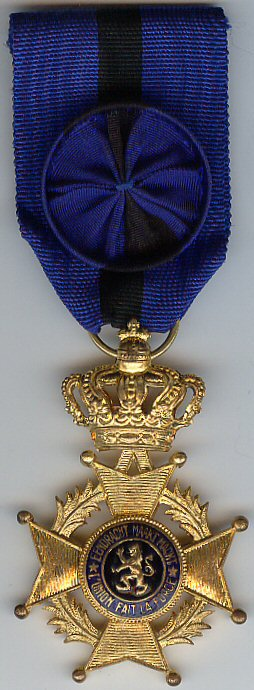
Ufficiale
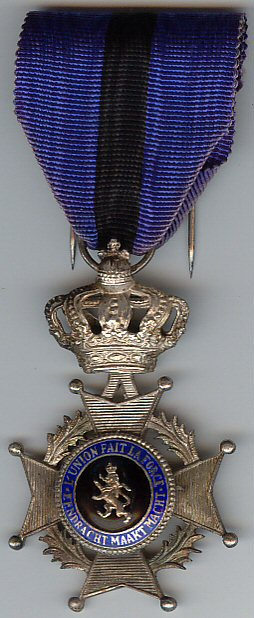
Cavaliere
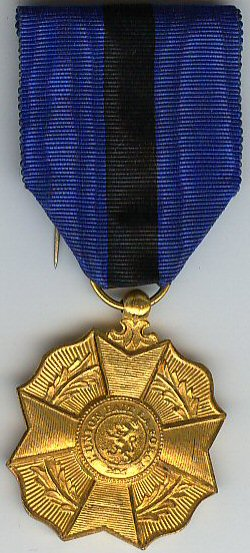
Medaglia d'Oro
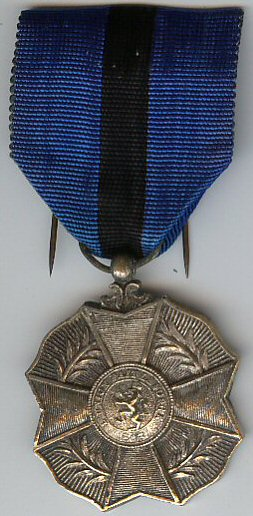
Medaglia d'Argento

## Insigniti notabili
- Principessa Marie di Danimarca
- Herbert Austin
- Aimée Bologne-Lemaire
- Frank Brangwyn
- Daniel Cardon de Lichtbuer
- Carlo di Limburg-Stirum
- Massimo Cimino Italia
- Arthur Cockfield, barone Cockfield
- Willy Coppens
- Frank De Winne
- François-Xavier de Donnea
- George Frampton
- Maximilien de Fürstenberg
- Leonard T. Gerow
- King Mutara III of Rwanda
- Joseph H. Hertz
- Ḥusayn Kāmil
- Alain Hutchinson
- Jonas H. Ingram
- Goscombe John
- Michael Kadoorie
- Roger Keyes, I barone Keyes
- Giuseppe Casciaro
- Jean-Marie Klinkenberg
- Jan Kułakowski
- Marguerite Legot
- Rafael Mijares Alcérreca
- Gilbert Monckton, II visconte Monckton di Brenchley
- Simona Noorenbergh
- Solomon Passy
- Eric Phipps
- Grzegorz Rosiński
- Robert Saundby
- Bobbejaan Schoepen
- Eva-Riitta Siitonen
- Prabhu Narayan Singh di Benares
- Stanley Alexander de Smith
- Meredith P. Snyder
- Alexander Teixeira de Mattos
- Edmond Thieffry
- George Napier Tomlin
- Stephan Tschudi-Madsen
- Vasco Joaquim Rocha Vieira
- Robert Vinçotte
- Saverio di Borbone-Parma
- Lafayette Young
- Giacomo Acerbo
- Gianni De Gennaro

## Fonti
Order of Léopold II